# Sinfonia serena
Sinfonia serena is de vijfde symfonie van Knudåge Riisager. Hij voltooide het werk op 15 februari 1950.
Riisager schreef zijn laatste symfonie voor strijkinstrumenten en pauken. De symfonie kent de klassieke vierdelig opzet van:
- Allegro ardito
- Vivace ilare
- Lamentoso
- Allegro spregiudicato

De muziek is geschreven in de stijl van de neo-barok; hij putte uit de snelheidsverschillen tussen de achtste (melodie) en zestiende noten (eromheen). Die zestiende noten vormen ook het belangrijkste onderdeel van het tweede deel. In het derde lijkt Riisager zich te laten inspireren door de muziek van Bela Bartók. Deel vier grijpt terug op de eerste twee delen met opnieuw de zestiende noten.
Dirigent Lavard Friisholm gaf met het kamerorkest van Collegium Musicum de première van dit werk op 21 november 1950. Het werk bracht het onder leiding van dezelfde dirigent tot een uitvoering tijdens een ISCM-concert in Salzburg in 1952.
Wat er verder met de symfonie gebeurde is onduidelijk. De enige opname van dit werk in 2013 uitgegeven door Dacapo Records vermeldt "world premiere recording".